# Holubivka
Holubivka (em ucraniano:  Голубівка, em russo:  Голубовка) é uma cidade da Ucrânia, situada no Oblast de Luhansk. Tem 34,96 km² de área e sua população em 2020 foi estimada em 27.703 habitantes.